# Wisconsin Plateau
Wisconsin Plateau (in lingua inglese: Plateau Wisconsin) è un vasto altopiano coperto di ghiaccio con elevazioni in media al di sopra di 2.800 m, che costituisce la maggior parte della superficie piana della catena del Wisconsin Range nei Monti Horlick, dei Monti Transantartici, in Antartide.

A est e sudest il plateau discende gradualmente con alcune piccole scarpate per andare a fondersi con il livello dell'Altopiano Antartico; a nord e a ovest il plateau è caratterizzato da ripide scarpate e scogliere di oltre 1.000 m di dislivello. 
L'altopiano è stato mappato dall'United States Geological Survey (USGS) sulla base di rilevazioni e foto aeree scattate dalla U.S. Navy nel periodo 1960-64.
La denominazione è stata assegnata dall'Advisory Committee on Antarctic Names (US-ACAN), in associazione con quella del Wisconsin Range, in onore dell'University of Wisconsin–Madison, che aveva mandato numerosi ricercatori in Antartide.